# John Grisham
John Ray Grisham (født 8. februar 1955) er tidligere amerikansk advokat og en af nutidens mest succesrige forfattere med over 250 millioner solgte bøger. 

## Biografi
John Grisham voksede op som den næstældste af fem søskende i Jonesboro, Arkansas. Faren var bygningsarbejder og moderen hjemmegående. I de første 12 år af sit liv flyttede familien meget rundt, til den i 1967 bosatte sig i Southaven, Mississippi. Efter i 1977 at have fået en bachelor-grad i økonomi fra Mississippi State University læste han jura ved University of Mississippi School of Law, hvorfra han fik afgangseksamen i 1981. 
Samme år, som han færdiggjorde studierne, giftede han sig med Renee Jones og begyndte at arbejde som forsvarsadvokat i Southaven. I 1983-1990 repræsenterede han Demokraterne i delstaten Mississippis andetkammer (Repræsentanternes Hus). 
Grishams indledte sin forfatterkarriere efter have overværet en vidneforklaring i en voldtægtssag. Det fik ham til at tænke over, hvad der ville være sket, hvis den 12-årige piges far og brødre havde dræbt voldtægtsforbryderen. Inspireret heraf skrev han romanen Øje for øje (A Time to Kill). Manuskriptet blev afvist af flere forlag, inden Wynwood Press i 1987 besluttede at udgive bogen i et oplag på 5.000 eksemplarer.
Allerede dagen efter, at han var færdig med at skrive manuskriptet til den første bog, begyndte han at arbejde på Firmaets mand (The Firm), der blev hans kommercielle gennembrud. Romanen lå som nummer 1 på New York Times bestsellerliste i 47 uger og blev i 1993 filmatiseret med Tom Cruise i hovedrollen. Siden da har John Grisham udgivet cirka én bog om året, og ni af hans bøger er filmatiseret. 
John Grisham udgav i 2006 sin første bog baseret på virkelige hændelser. Bogen med titlen The Innocent Man udkom i Danmark i 2008 under titlen Uskyldig Dømt.
Grishams forfatterskab er stærkt præget af hans kristne tro, som bl.a. kommer til udtryk ved hans sympati for for de fattige.